# Cucullia eucaena
Cucullia eucaena är en fjärilsart som beskrevs av Dyar 1919. Cucullia eucaena ingår i släktet Cucullia och familjen nattflyn. Inga underarter finns listade i Catalogue of Life.